# Maskaure
Maskaure är en sjö i Arjeplogs kommun i Lappland och ingår i Skellefteälvens huvudavrinningsområde. Sjön har en area på 2,99 kvadratkilometer och ligger 433,9 meter över havet. Sjön avvattnas av vattendraget Selakbäcken.

## Delavrinningsområde
Maskaure ingår i det delavrinningsområde (731189-158099) som SMHI kallar för Utloppet av Maskaure. Medelhöjden är 443 meter över havet och ytan är 8,69 kvadratkilometer. Räknas de 4 avrinningsområdena uppströms in blir den ackumulerade arean 31,35 kvadratkilometer. Selakbäcken som avvattnar avrinningsområdet har biflödesordning 2, vilket innebär att vattnet flödar genom totalt 2 vattendrag innan det når havet efter 300 kilometer. Avrinningsområdet består mestadels av skog (59 procent). Avrinningsområdet har 2,98 kvadratkilometer vattenytor vilket ger det en sjöprocent på 34,3 procent.